# Rhein in Flammen

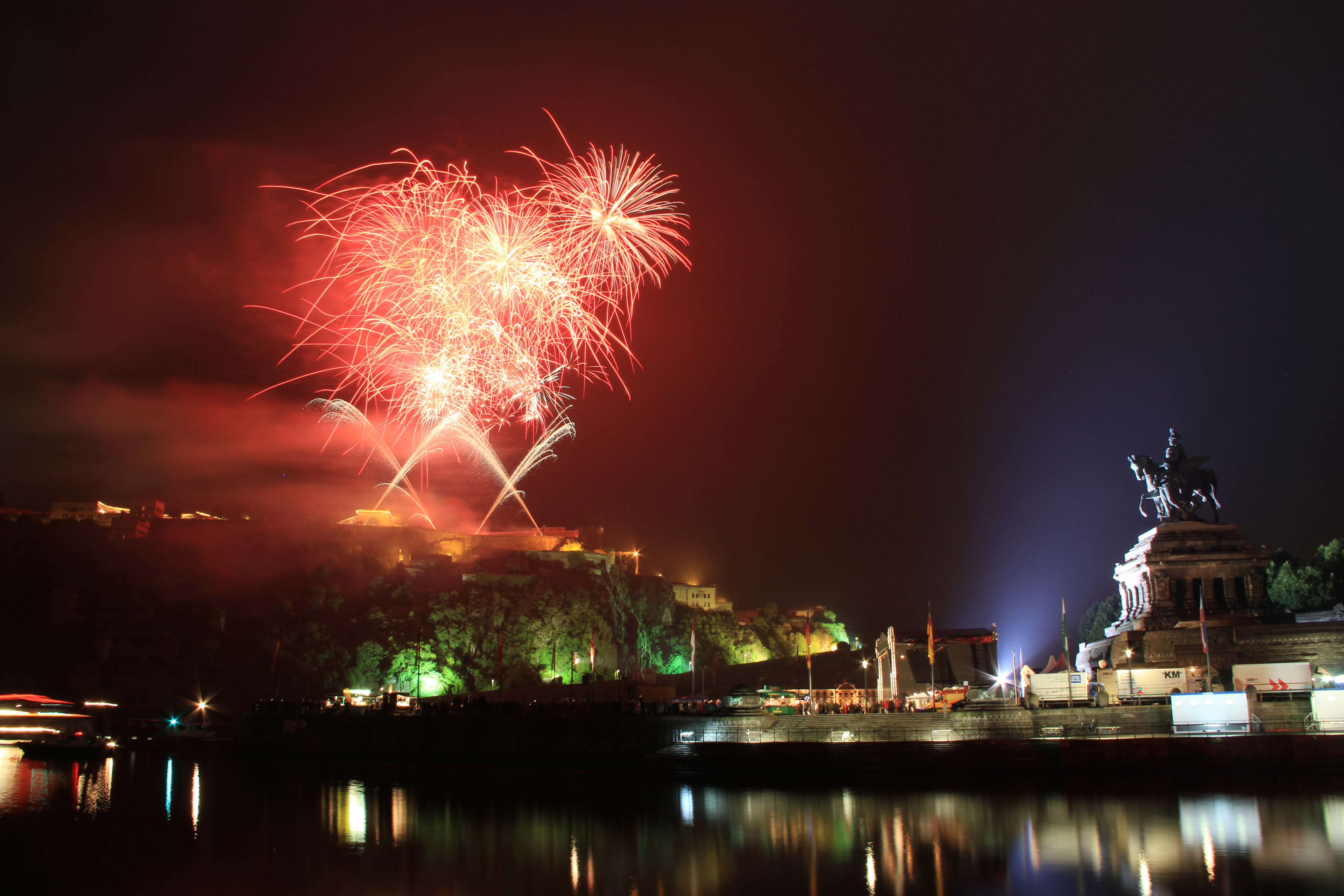
Rhein in Flammen 2011 in Koblenz, abgeschossen von der Festung Ehrenbreitstein, im Vordergrund das Deutsche Eck

Rhein in Flammen ist der Name einer Reihe von Großfeuerwerken, die jährlich an fünf Sommerabenden zwischen Mai und September an verschiedenen Orten des Mittelrheins stattfinden. Ursprung und Höhepunkt der Veranstaltungsreihe ist das Feuerwerk, das seit 1956 an jedem zweiten Samstag im August auf der Festung Ehrenbreitstein gegenüber der Moselmündung in Koblenz gezündet wird. Im Laufe der Jahre haben sich weitere Veranstalter zwischen Rüdesheim und Bonn dem Spektakel angeschlossen.
Eine Besonderheit von Rhein in Flammen ist die weiße Flotte hell erleuchteter Passagierschiffe, die während der Feuerwerke in langen Konvois den Fluss hinabfahren oder wie bei St. Goar und St. Goarshausen zwischen Burg Katz und Burg Rheinfels vor Anker gehen. An den Ufern zu beiden Seiten des Rheins finden währenddessen Wein- und andere Volksfeste statt, die jedes Jahr hunderttausende von Besuchern anlocken.
Ähnliche Veranstaltungen, die nach dem Vorbild von Rhein in Flammen entstanden sind, jedoch in keiner Verbindung damit stehen, sind die Kölner Lichter und das Andernacher Fest der Tausend Lichter.

## Flussstrecken und Termine
Rhein in Flammen findet jährlich an folgenden Terminen und Flussabschnitten statt:
- am ersten Samstag im Mai zwischen Bad Hönningen/Bad Breisig und Bonn,
- am ersten Samstag im Juli zwischen Niederheimbach und Bingen/Rüdesheim,
- am zweiten Samstag im August zwischen Spay und Koblenz,
- am zweiten Samstag im September in Oberwesel und
- am dritten Samstag im September zwischen Sankt Goar und Sankt Goarshausen.

### Bad Hönningen/Bad Breisig–Bonn
Auf der Linie Linz–Erpel–Unkel–Remagen–Rheinbreitbach–Bad Honnef (auf der Rheininsel Grafenwerth)–Bad Godesberg–Königswinter–Bonn fand Rhein in Flammen erstmals am 3. Mai 1986 statt. Außer in den Jahren der COVID-19-Pandemie von 2020 bis 2022 wurde die Veranstaltung seither jährlich wiederholt. Die größte Einzelveranstaltung fand bis 2013 in der Bonner Rheinaue statt, wo ein Volksfest mit umfangreichem Rahmenprogramm jährlich rund 300.000 Besucher verzeichnet. 2006 nahmen am Schiffskonvoi zwischen der „Bunten Stadt“ Linz (Rheinkilometer 629) und der Bundesstadt Bonn (Rheinkilometer 653) 52 Schiffe teil. Die im Zweiten Weltkrieg zerstörte Brücke von Remagen wurde 2006 mit einer Laserprojektion dargestellt. Das Abschlussfeuerwerk in den Rheinauen dauerte jeweils etwa 20 Minuten. 2007 wurden die Schiffe erstmals durch eine Lichtinszenierung unmittelbar vor dem Feuerwerk begrüßt, die parallel auf beiden Rheinufern stattfand. Anlässlich der 1000-Jahr-Feier der Stadt Bad Hönningen begann 2019 der Schiffskorso erstmals schon zwischen diesem Ort und Bad Breisig.
Wegen der Corona-Pandemie wurden die Termine für das Jahr 2020, 2021 und 2022 abgesagt. 2023 wurde die Veranstaltung am 6. Mai 2023 durchgeführt. Allerdings wurde das Rheinufer nur im Stadtgebiet Bonn illuminiert. Der Schiffskonvoi zwischen Bonn und Linz fiel aus. Dabei wurde in Bonn das Feuerwerk abgeschossen, was eigentlich für 2020 anlässlich des Beethovens-Jubiläums konzipiert worden war.

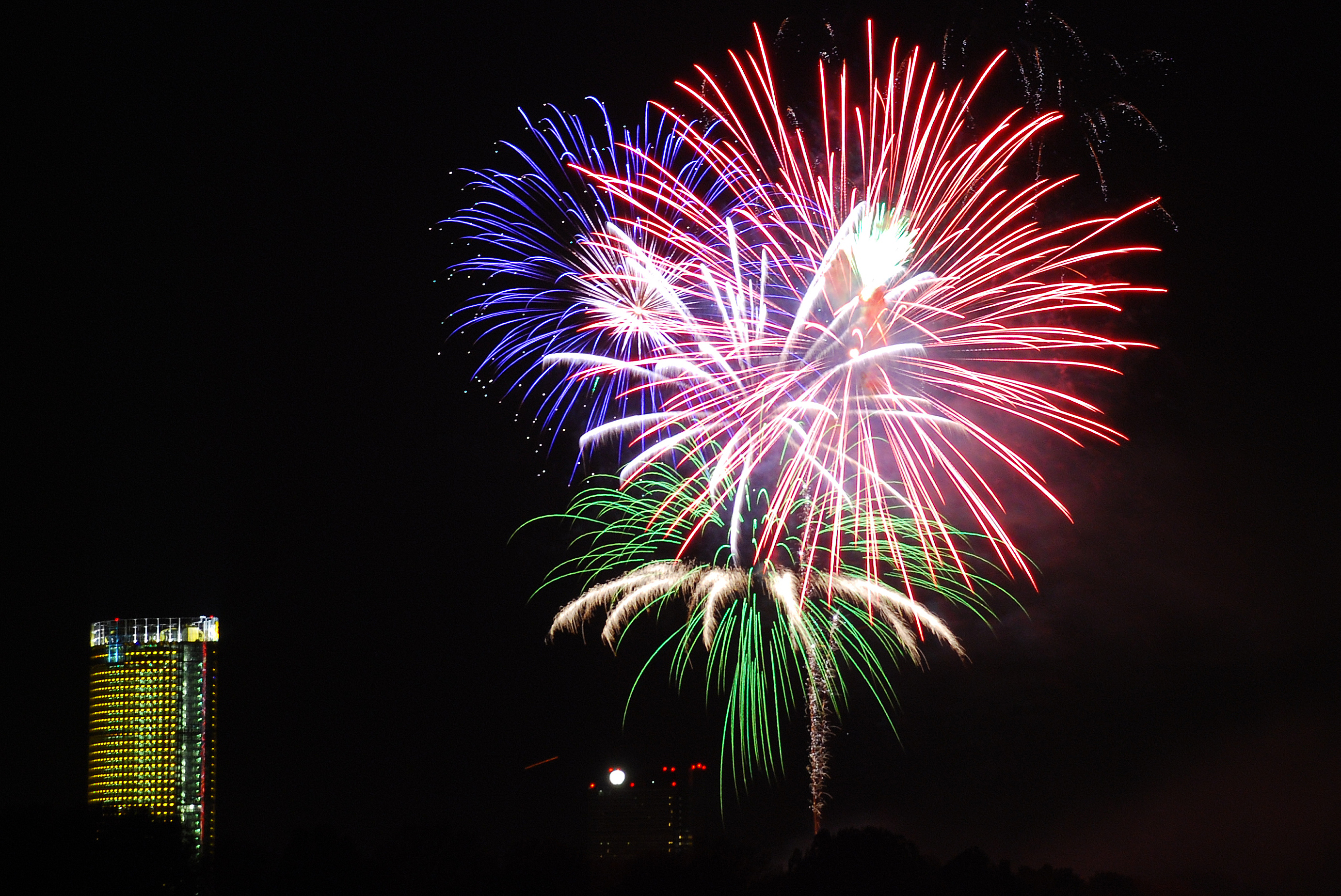
Abschlussfeuerwerk 2008 in Bonn
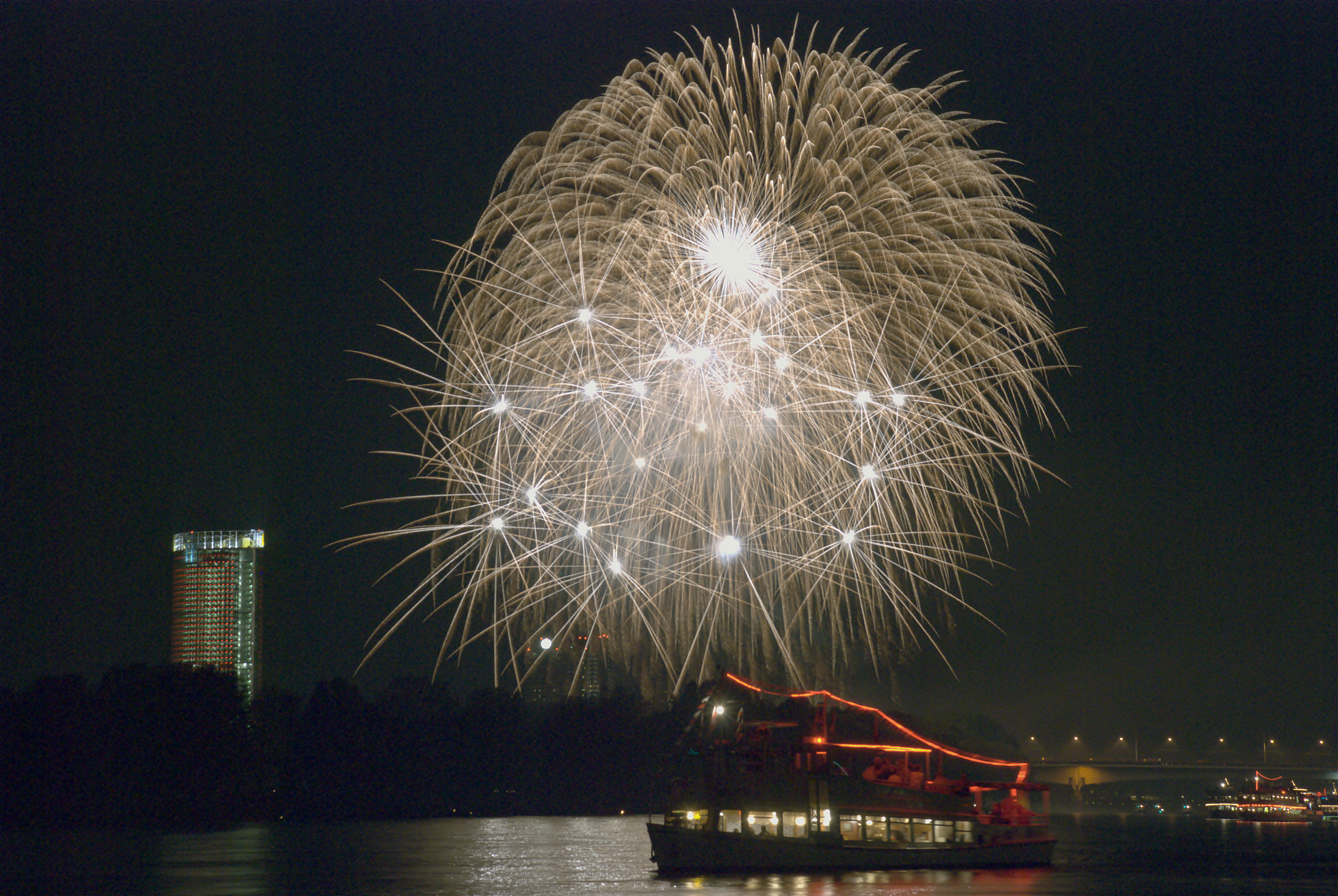
Neapolitanisches Blitzschlagstakkatofinale 2008 in Bonn
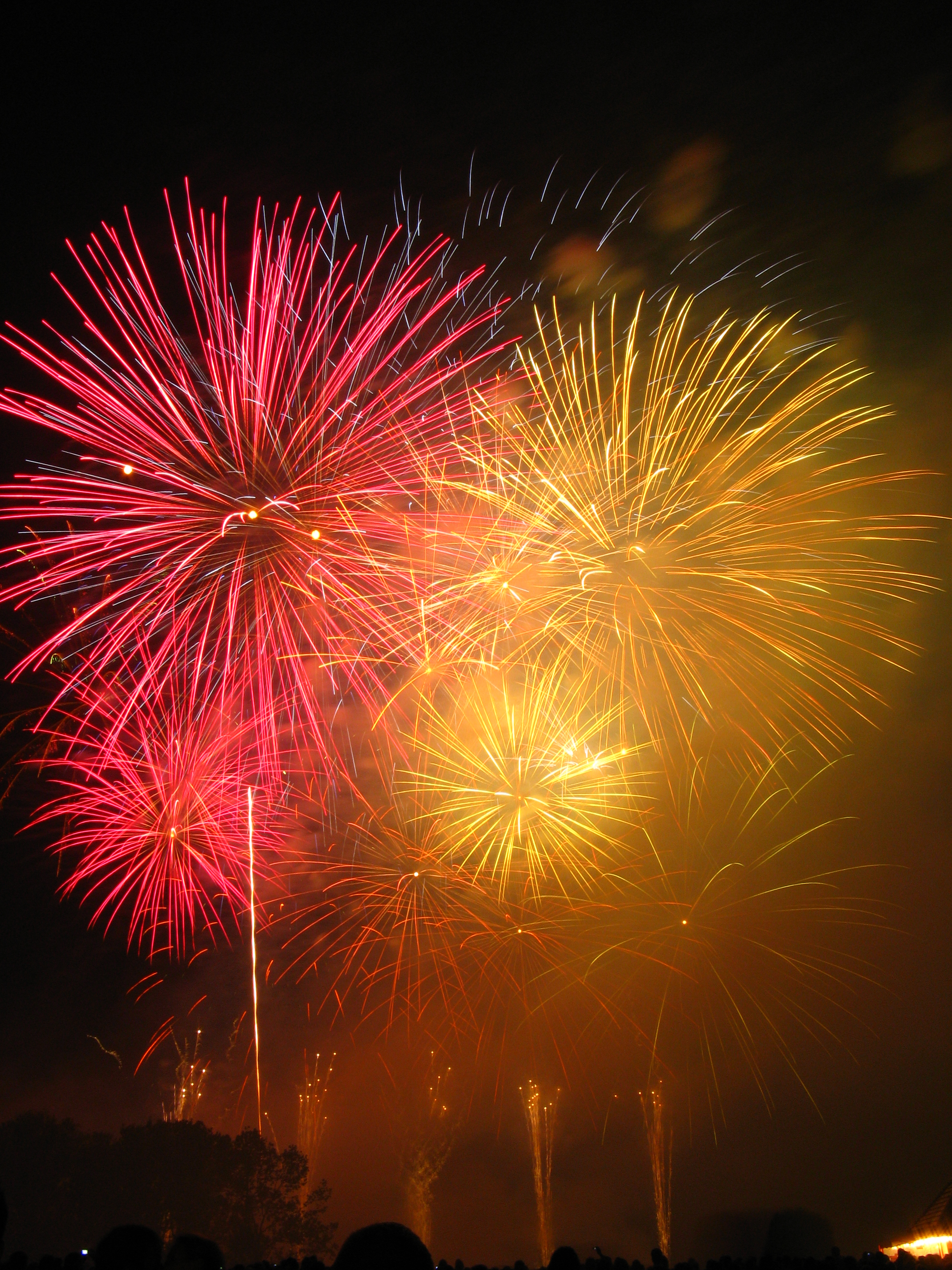
Feuerwerk 2009 in Bonn
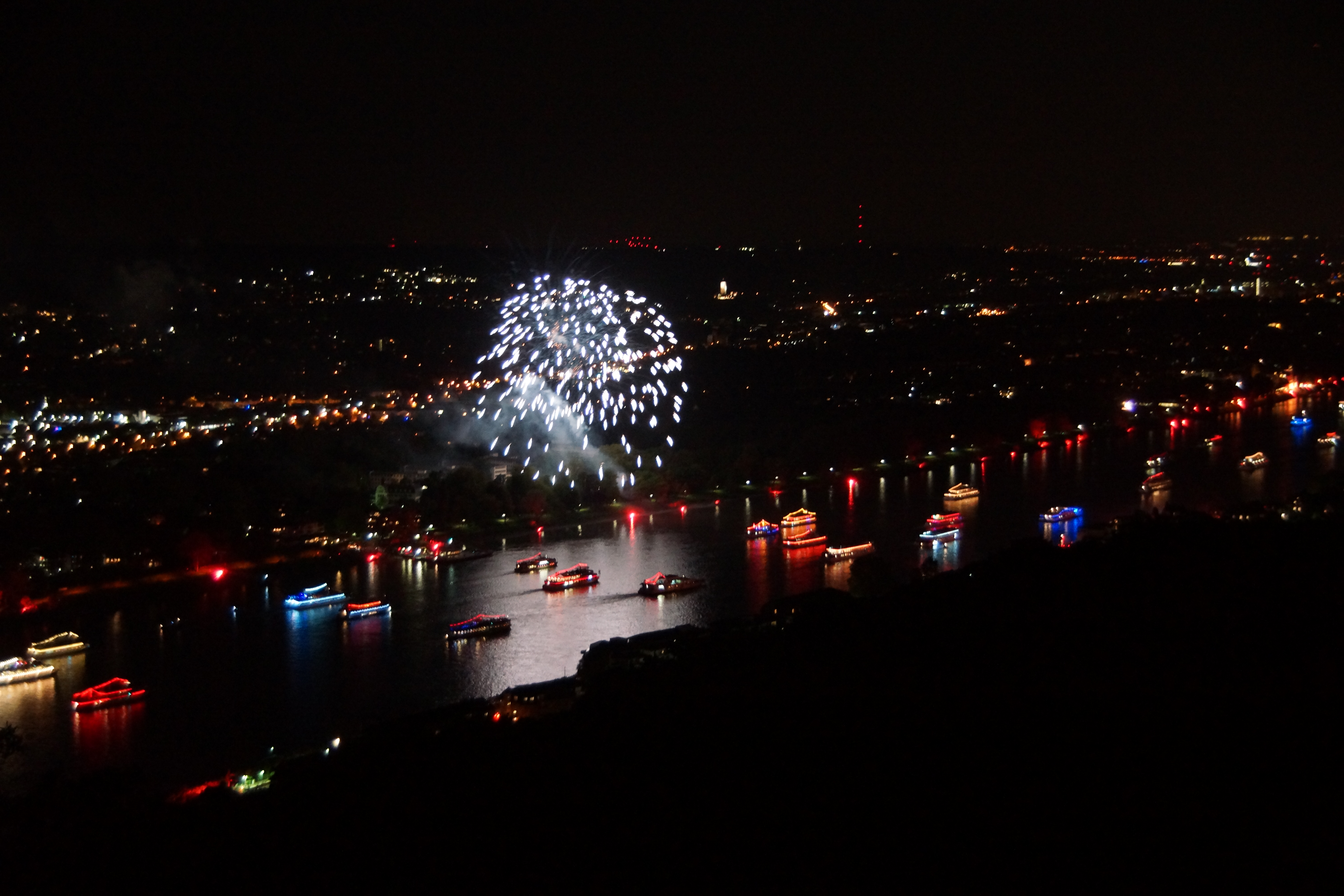
Blick vom Drachenfels auf das Feuerwerk 2014

### Niederheimbach–Bingen/Rüdesheim

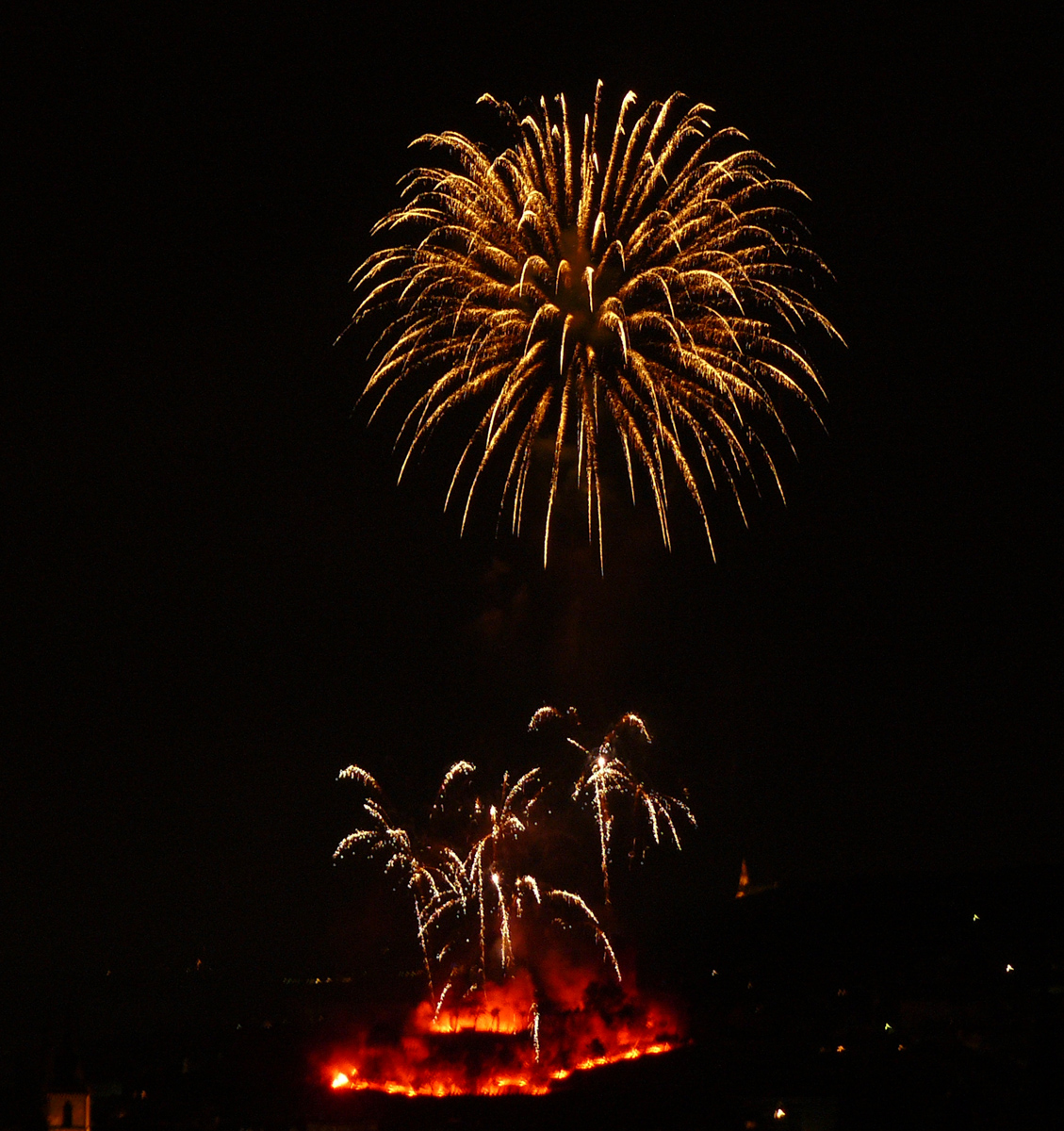
Feuerwerk von der Burg Klopp 2007

Die circa 50 Schiffe sammelten sich am ersten Samstag im Juli zwischen Niederheimbach und Trechtingshausen. Bei der 29. Veranstaltung im Jahr 2006 fuhren im ersten Teil des Schiffskonvois 27 und im zweiten Teil 20 Passagierschiffe. Das erste Feuerwerk wurde 2006 um 22.24 Uhr am Campingplatz in Trechtingshausen gezündet. Die Burg Reichenstein und die Klemenskapelle bei Trechtingshausen wurden bengalisch beleuchtet. Burg Rheinstein war 2006 auch bengalisch beleuchtet. Das nächste Feuerwerk wurde in den Weinbergen von Assmannshausen gezündet. Gegenüber von Assmannshausen wurde 2006 das dritte Feuerwerk gezündet. In der Rheinkurve auf der Fläche der Landesgartenschau in Bingen wurde das Feuerwerk gegenüber von der Ruine der Burg Ehrenfels (Hessen) und dem Mäuseturm gezündet, welches von den Schiffen der ersten Hälfte des Konvois gesehen werden konnte. Danach wurde das fünfte Feuerwerk von der Burg Klopp bei Bingen am Rhein an Rhein und Nahe gezündet, welches aufgrund der Rheinkurve nur von einem Teil des Konvois aus gesehen werden konnte. Diese fünf Feuerwerke waren 2006 um 23.24 Uhr beendet. Erst nachdem auch die letzten Schiffe des langen Schiffskonvois durch das Binger Loch um das Rheinknie gefahren waren, zündete man das sechste Feuerwerk bei Rüdesheim vom Panoramaweg in den Weinbergen. Das Abschlussfeuerwerk wurde 2006 zentral zwischen den beiden Teilen des Schiffskonvois am Hafen von Bingen am Rhein von der Rheinfähre Regierungsrat Stahl aus gezündet und war um 23.54 Uhr beendet.

### Strecke Spay–Koblenz
Am zweiten Samstag im August versammelt sich auf dem Rhein oberhalb von Koblenz der größte Schiffskorso Europas. Die etwa 80 Schiffe starten am Bopparder Hamm und fahren die 17 km lange Strecke in Zweierreihe vorbei an den durch bengalisches Feuer rot beleuchteten Ufern von Spay, Braubach mit der Marksburg, Brey, Rhens, Koblenz-Stolzenfels mit Schloss Stolzenfels und Lahnstein mit der Burg Lahneck. Vor dem Deutschen Eck an der Moselmündung formieren sich die beteiligten Schiffe, damit die Passagiere das abschließende etwa 25-minütige Höhenfeuerwerk von der Festung Ehrenbreitstein verfolgen können. Auch der Festungsberg ist dabei zunächst durch bengalisches Feuer komplett in Rot getaucht. Zum Abschluss ertönen gleichzeitig alle Hörner der beteiligten Schiffe. An der ersten Veranstaltung 1956 nahmen bereits 30 Schiffe teil. Die Besucherzahl wurde damals auf 150.000 geschätzt. Bei der 50. Veranstaltung von Rhein in Flammen im Jahre 2005 beobachteten etwa 500.000 Besucher das Spektakel. Seit dem Jahr 2012 wird Rhein in Flammen in Koblenz von einem dreitägigen Festprogramm umrahmt. Entlang der Rhein- und der Moselanlagen und in der Festung Ehrenbreitstein sind Verkaufsstände und mehrere Bühnen und Spielflächen aufgebaut.

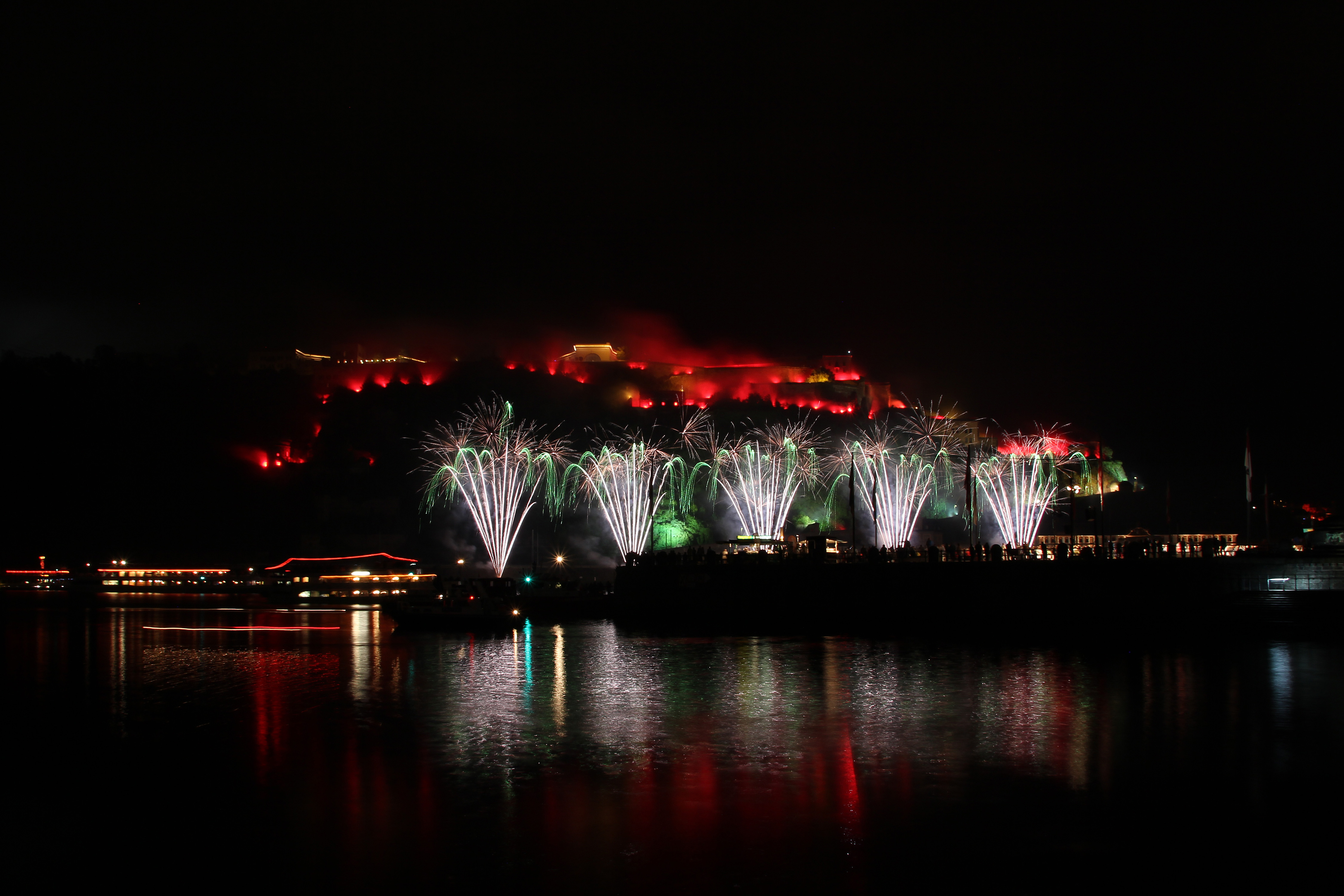
Rhein in Flammen 2011 in Koblenz, die Festung Ehrenbreitstein ist bengalisch erleuchtet
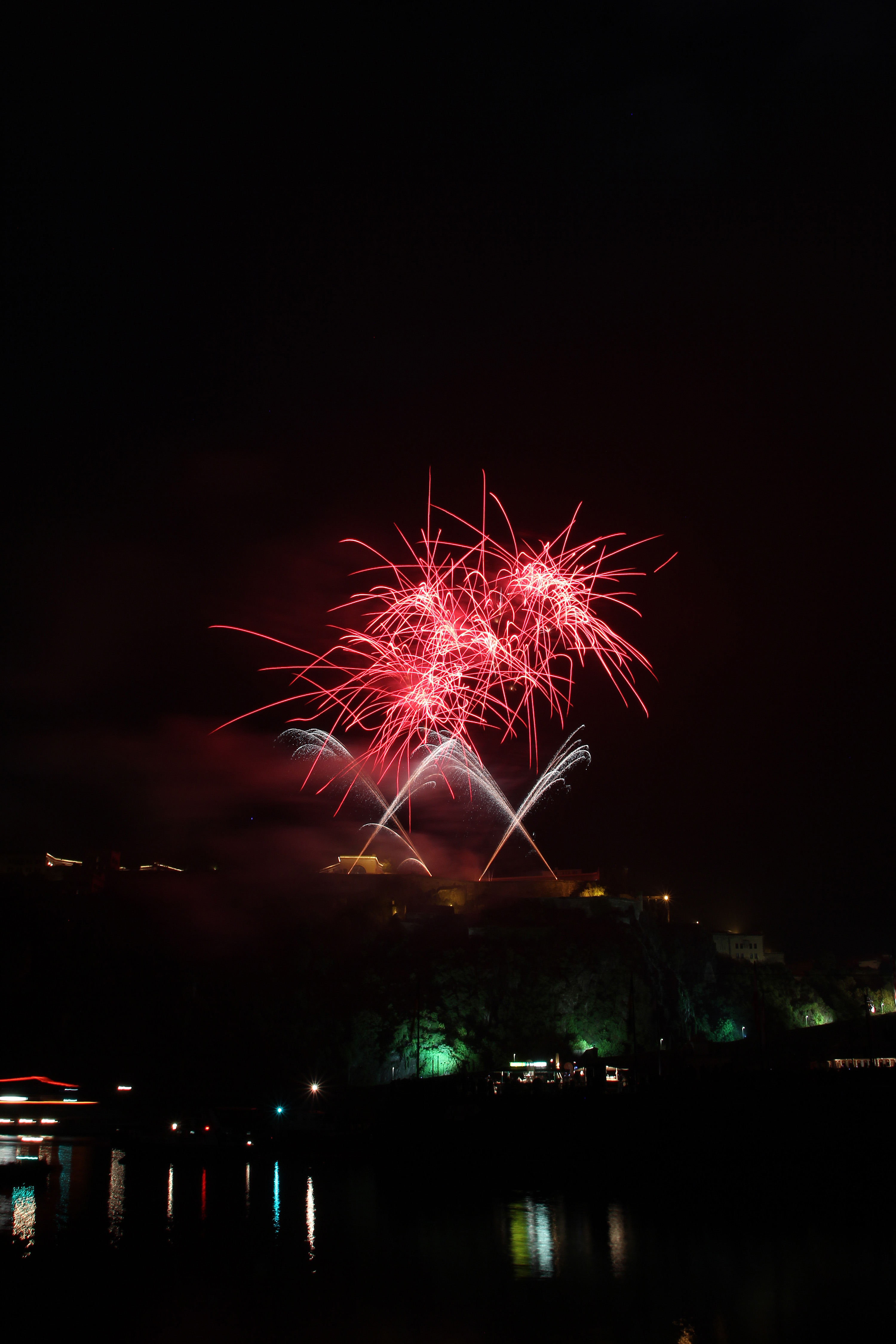
Rhein in Flammen 2011 von der Festung Ehrenbreitstein in Koblenz
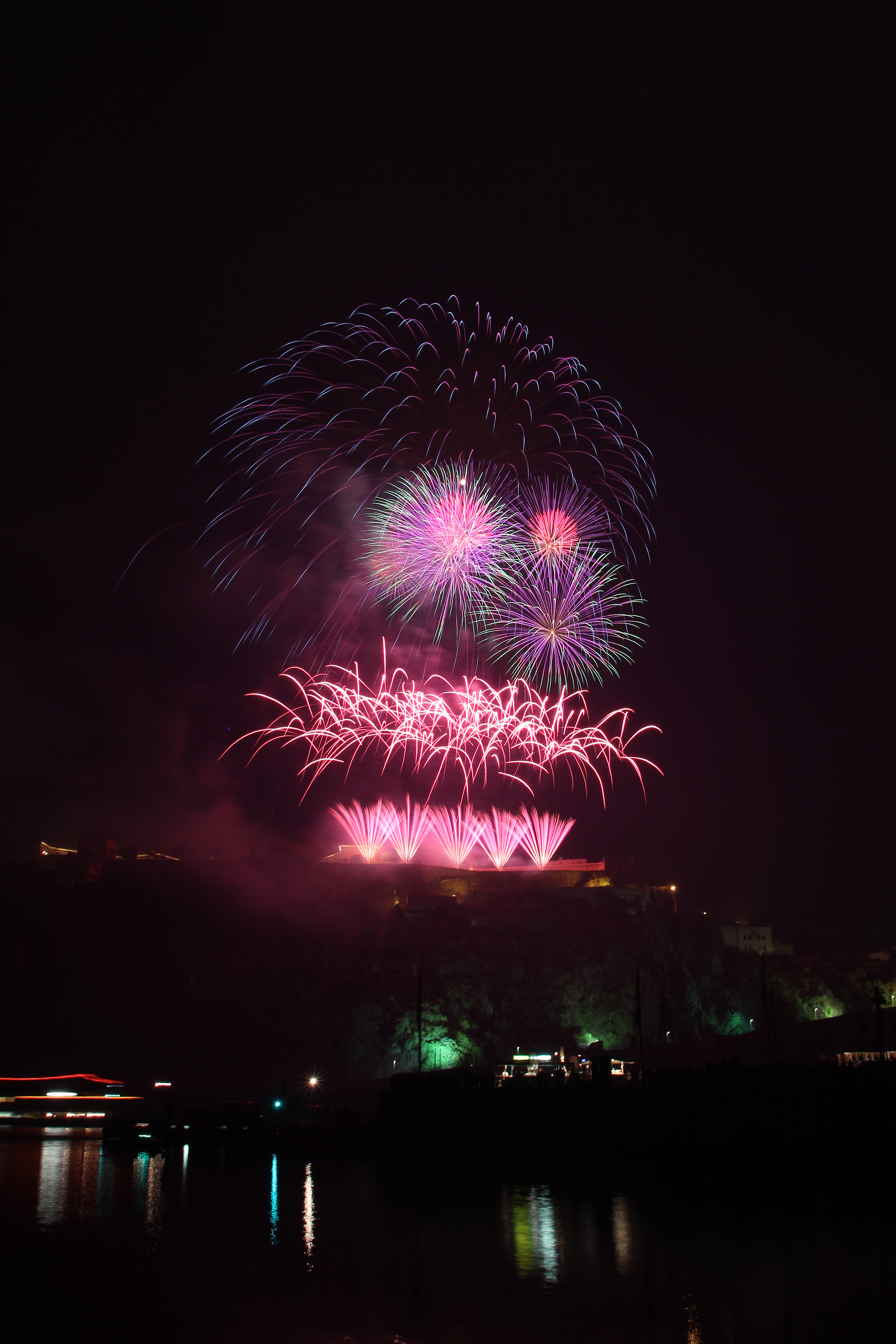
Rhein in Flammen 2011 von der Festung Ehrenbreitstein in Koblenz
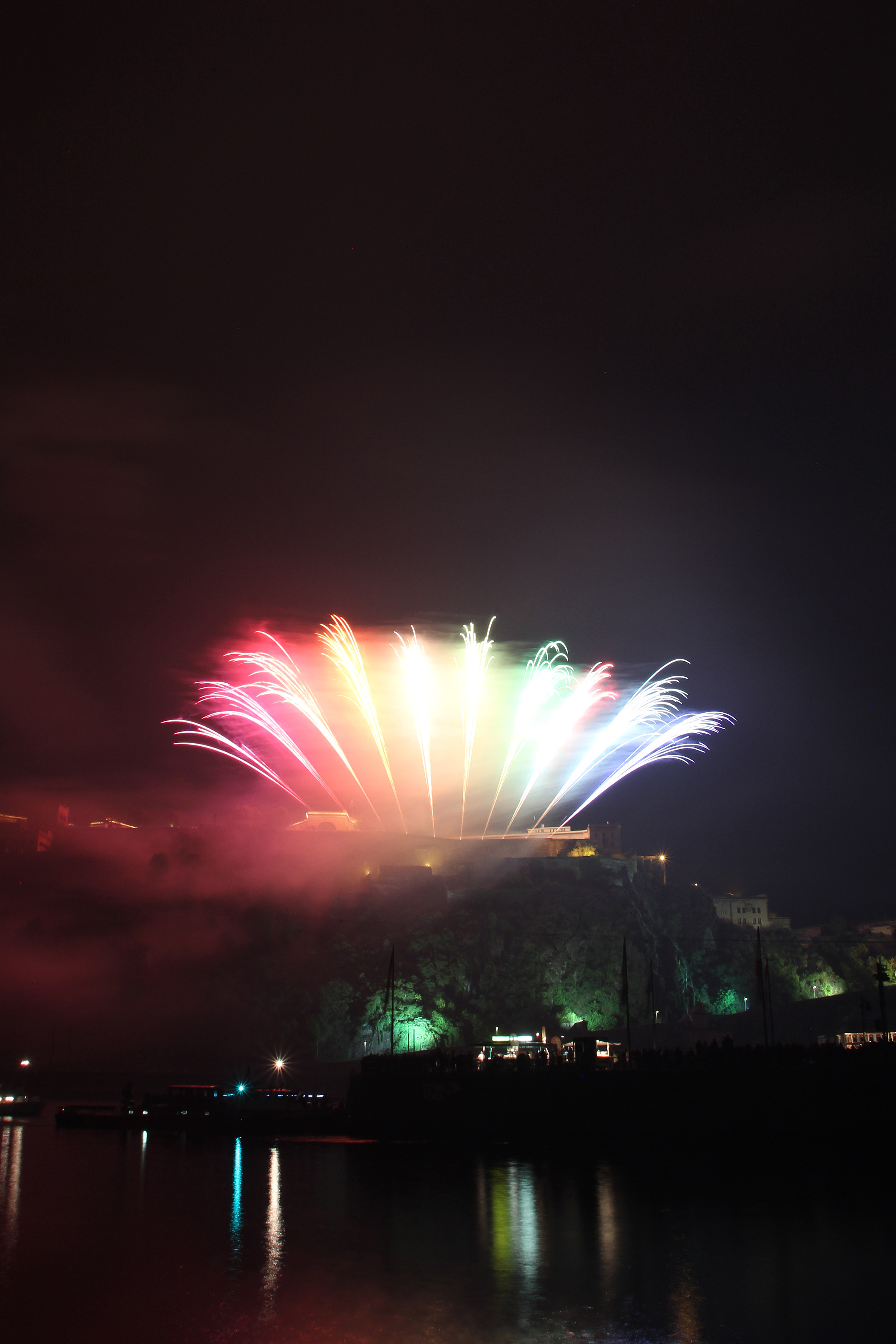
Rhein in Flammen 2011 von der Festung Ehrenbreitstein in Koblenz
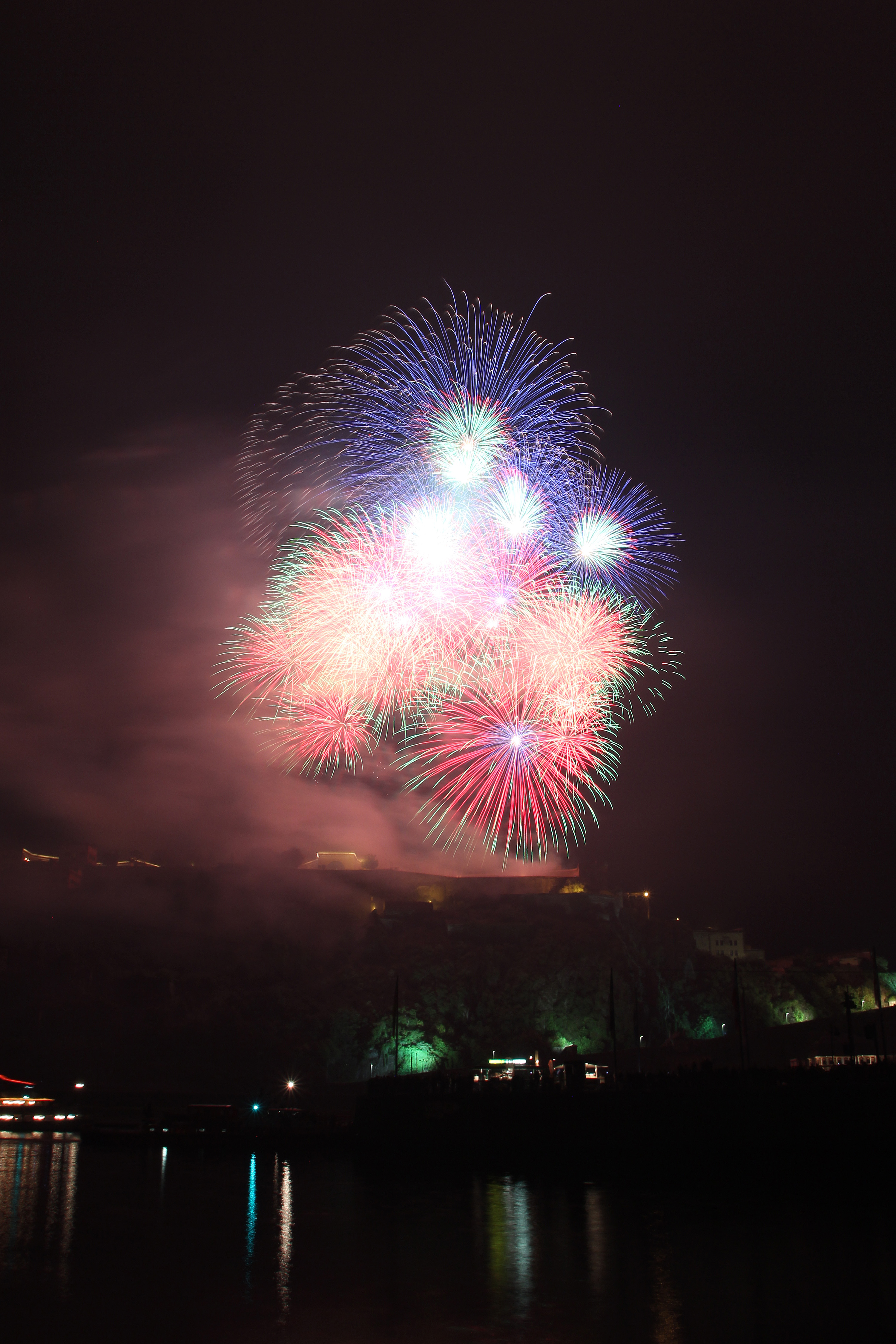
Rhein in Flammen 2011 von der Festung Ehrenbreitstein in Koblenz

### Strecke Loreley–Oberwesel
Die etwa 50 Schiffe sammeln sich am zweiten Samstag im September zwischen Sankt Goar mit Burg Rheinfels und Sankt Goarshausen mit Burg Maus. Nach Einbruch der Dunkelheit bewegt sich der Konvoi durch viele Rheinkurven entlang der B 42 und B 9 und dabei vorbei an der am Fuß bengalisch beleuchteten Loreley nach Oberwesel. Dort findet dann ein musikalisches Brillantfeuerwerk statt.

### Liegeplatz zwischen Sankt Goar und Sankt Goarshausen
Die circa 55 Schiffe fahren am dritten Samstag im September nicht im Konvoi, sondern liegen zwischen St. Goar mit Burg Rheinfels und St. Goarshausen mit Burg Katz.
Nach Einbruch der Dunkelheit wurden in den Jahren 2005 und 2006 fünf Feuerwerke abgeschossen:
1. von einem Ponton in der Rheinmitte zwischen Sankt Goar und Sankt Goarshausen,
2. von der Burg Katz bei Sankt Goarshausen,
3. von einem Ponton in der Rheinmitte zwischen Sankt Goar und Sankt Goarshausen,
4. von der Burg Rheinfels und
5. das Abschlussfeuerwerk wieder von einem Ponton in der Rheinmitte zwischen Sankt Goar und Sankt Goarshausen.

Die fünf Feuerwerke dauerten in den Jahren 2003 bis 2006 zusammen jeweils circa 50 Minuten. Sowohl das Wochenende vor als auch während des Rhein-in-Flammen-Wochenendes ist in St. Goarshausen Weinwoche.

## Kritik – Bonner Rheinauen
Im Januar 2025 gab es erstmals öffentlich Kritik über die Social-Media-Accounts des Tiernotruf e.V. an dem Feuerwerk in Bonn, welches während der Brutzeit im Mai in der Rheinaue (Bonn) stattfindet. Nach Einbruch der Dunkelheit, eine Ruhephase für die meisten nicht nachtaktiven Lebewesen, würden viele Tiere durch das Feuerwerk auf- und verschreckt und gerieten in Panik. Auf den Videoaufnahmen vom Feuerwerk am 5. Mai 2024 in Bonn ist zu sehen, wie zahlreiche Tiere flüchten und scheinbar ziellos umherirren. Jungtiere seien von ihren flüchtenden Eltern zurückgelassen worden. Es wird in dem veröffentlichen Video in Frage gestellt, ob das Feuerwerk mitten in den Rheinauen auch langfristige Auswirkungen auf das Brutverhalten der Tiere habe.
Eine von der Bayerische Akademie für Naturschutz und Landschaftspflege (ANL) veröffentliche Kurzanalyse unter dem Arbeitstitel Welche Auswirkungen haben Feuerwerke auf wildlebende Vögel und andere Tiere? führt unter anderem folgende Verhaltensreaktion an: Vögel geben möglicherweise zwischenzeitlich oder komplett Schlafplätze und Jagdgründe auf. Ob Sie zurückkehren hängt vom Grad des Schocks ab: Erschrecken versus Panik. Am Bodensee führte ein Feuerwerk von 7 Minuten zu verringerten Wasservogelbeständen auch zwei Tage danach (Werner 2015).
Da Rhein in Flammen direkt im Brutgebiet und zur Brutzeit in den Bonner Rheinauen und über der großen Vogelinsel stattfindet, ist von einem erheblichen negativen Einfluss auf die Tierwelt auszugehen.
Beim Rhein in Flammen 2025 in Bonn ist mindestens ein Schwan ums Leben gekommen. Videoaufnahmen zeigen Tiere in durch das Feuerwerk ausgelöster Panik.

## Sonderzüge
Es gibt auch bewirtete Gesellschaftssonderzüge aus verschiedenen Teilen Deutschlands, oft mit Dampfloks bespannt, die meist mit verminderter Geschwindigkeit parallel zum Schiffskonvoi am Rhein entlangfahren und eine Alternative zu Anreisen per Auto oder Schiff darstellen.